# Centropus cupreicaudus
Centropus cupreicaudus là một loài chim trong họ Cuculidae.